# Szczepicze (przystanek kolejowy)
Szczepicze (biał. Шчэпічы, ros. Щепичи) – przystanek kolejowy w miejscowości Szczepicze, w rejonie kleckim, w obwodzie mińskim, na Białorusi. Leży na linii Osipowicze – Baranowicze.